# 봉동초등학교 축구단
봉동초등학교 축구부는 대한민국 전라북도 완주군에 있는 초등학교 축구부이다. 봉동초등학교가 운영하는 축구부로, 1988년에 창단 되었다.

## 참고 자료
- “KFA 통합경기정보 시스템”. 대한축구협회.
- [https://www.kfa.or.kr/layer_popup/popup_live.php?act=news_tv_detail&idx=9029&div_code=news 봉동초 추연 감독' ‘시골 축구부가 겪는 어려움’

]

## 같이 보기
- 성덕초등학교